# Balad (Israël)
Pour l’article homonyme, voir Balad.
Cette page contient des caractères spéciaux ou non latins. S’ils s’affichent mal (▯, ?, etc.), consultez la page d’aide Unicode.
Le Balad, acronyme hébreu pour Brit Le'umit Demokratit (hébreu : ברית לאומית דמוקרטית ; arabe التجمع الوطني الديمقراطي (al-Tajamu' al-Watani al-Dīmūqrati) ou بلد (Tajammua) ; français : « Ligue démocratique nationale ») est un parti politique israélien, actuellement dirigé par Sami Abu Shehadeh.
Il est aussi appelé Balad-Tajamu, soit le premier mot de son nom en israélien suivi du même mot en arabe.

## Idéologie
Le Balad est un parti nationaliste arabe et laïc dont la principale proposition est de « lutter pour transformer l’État d’Israël en démocratie pour tous ses citoyens, quelle que soit leur nationalité ou leur origine ethnique ». De ce fait, il conteste le fait que l’État d’Israël soit un État juif. Balad demande également que l'État d’Israël reconnaisse les Arabes israéliens comme une minorité nationale, ainsi que les droits s’y rapportant comme une autonomie dans les domaines de l'éducation, de la culture ou des médias.
Les Arabes israéliens (aussi appelés Palestiniens d’Israël) sont officiellement citoyens israéliens mais ne possèdent pas les mêmes droits que les citoyens juifs.
Le parti soutient la création de deux États basés sur les frontières de 1967 avec la Cisjordanie, la bande de Gaza et Jérusalem-Est comme État palestinien. Il souhaite également que la Résolution 194 des Nations unies relative au droit au retour des réfugiés palestiniens soit appliquée.
Balad se décrit lui-même comme étant un « parti progressiste et démocratique pour les Palestiniens citoyens d’Israël », mais il comprend également des militants juifs parmi lesquels l'éditrice Yael Lerer et la journaliste Orly Noy.
Depuis sa création, le parti a toujours voté contre les projets de budget de l’État, en raison, selon lui, de son caractère discriminatoire envers la population arabe.

## Histoire
Balad fut créé et enregistré comme parti politique en 1995, par un groupe de jeunes intellectuels Arabes israéliens mené par Azmi Bishara. Aux élections législatives de 1996, Balad se présenta sur une liste d’union avec le Hadash. Les partis arabes gagnèrent deux sièges (Azmi Bishara et Ahmed Tibi). Aux élections de 1999, Balad et Ta'al se présentèrent ensemble, gagnant une nouvelle fois deux sièges attribués aux mêmes personnes. Toutefois, après quelque temps, les deux hommes se séparèrent, siégeant chacun séparément.
En 2002, son chef, Azmi Bishara, a été inculpé pour « avoir sciemment aidé des citoyens israéliens à entrer en Syrie sans l’autorisation du Ministère de l’Intérieur » et pour des discours lors de deux événements fortement médiatisés où il aurait fait l’éloge du Hezbollah. Les deux événements incriminés s’étant déroulés pour l’un à Umm al-Fahm afin de célébrer les 33 ans de la guerre des Six Jours et l’autre à Qardaha (Syrie) marquant le premier anniversaire de la mort du président syrien, Hafez el-Assad. Les poursuites furent néanmoins abandonnées après que la Haute Cour de justice eut répondu favorablement à une demande de Bishara mettant en avant son immunité parlementaire, celle-ci protégeant son droit à l’expression.
Avant les élections législatives de 2003, le Comité Central Israélien des Élections interdit à Balad de se présenter aux motifs qu’il ne reconnaissait pas le caractère juif de l’État d’Israël et que son chef soutenait le terrorisme. La procédure fut initiée par Michael Kleiner, le chef du parti de droite Hérout, accusant Balad d’être une « couverture pour des activités illégales » et de « soutenir des organisations terroristes, d’être favorable à l’ennemi et à contester le statut d’Israël comme État juif et démocratique ». L’organisation Gush Shalom critiqua cette décision introduite, selon elle, par « des attitudes agressives, prédatrices et racistes de l’extrême droite » qui serait favorable à l’interdiction de tous les partis arabes. Bishara répondit lui-même aux accusations en disant : « je crois qu’un peuple vivant sous occupation a le droit de se battre contre elle mais je n’ai jamais appelé les Palestiniens à la lutte armée contre Israël. Je n’ai jamais soutenu des actions violentes ». Le Comité Central Israélien des Élections interdit également à Ahmed Tibi (de Ta'al) de se présenter sur une liste d’union avec le parti d’extrême-gauche Hadash.
Cependant, les interdictions frappant les deux partis furent annulées par la Cour suprême d'Israël. Le juge Misha’el Kheshin indiqua au Comité Central Israélien des Élections que même si Bishara avait par le passé soutenu le Hezbollah lors de manifestations au Liban, il l’autorisait à se présenter aux élections car la « démocratie d’Israël (était) forte et (pouvait) tolérer des cas irréguliers ». De plus, il estima qu’il n’y avait pas de preuves suffisantes pour l’interdiction. Balad remporta trois sièges avec, en plus de Bishara, l’apparition de Wasil Taha et Jamal Zahalka.
Aux élections législatives de 2006, Balad gagna de nouveau trois sièges toujours avec Bishara, Taha et Zahalka. Cependant, une polémique apparut lorsque ces derniers se rendirent en Syrie en septembre 2006. Ils retournèrent en Israël le 16 septembre 2006 en disant qu’ils envisageaient de retourner en Syrie si cela s’avérait nécessaire. Une enquête de police fut ouverte contre eux. Azmi Bishara, chef du parti, dit : « Israël ne nous dira pas avec quels Arabes nous pouvons tisser des liens ».
Le 22 avril 2007, Azmi Bishara démissionna de la Knesset via l’ambassade d’Israël au Caire, à la suite d'une enquête sur son aide prétendue au Hezbollah pendant la guerre du Liban de 2006 et d’autres charges telles que le blanchiment d’argent. Il indiqua qu’il « était en séjour à l’étranger parce qu’il craignait une longue incarcération et la fin de sa carrière politique ». Il fut remplacé à la Knesset par Saïd Nafa.
Le 12 janvier 2009, Balad fut une nouvelle fois interdit de se présenter aux élections législatives par le Comité Central Israélien des Élections par un vote de vingt-six pour, trois contre et une abstention. Les motifs étaient qu’il ne reconnaissait pas l’État d’Israël et qu’il appelait à la lutte armée contre lui. Jamal Zahalka protesta en disant que cette sanction était liée à la Guerre de Gaza alors en cours, il affirma ne pas être surpris « parce que le vote fut motivé par des raisons politiques dans ce contexte de guerre… Les membres du Comité ont cherché à accroître leur popularité en se servant des élections ». Le 19 janvier, le Procureur général Menachem Mazuz indiqua qu’il ne voyait pas de raisons valables pour interdire à Balad de prendre part aux élections et que la décision était fondée sur « des preuves fragiles ». Le 21 janvier, la Cour suprême annula la décision du Comité par une majorité de huit voix contre une. Zahalka réagit alors en ces termes : « Balad se présentera. La décision de la Cour est une victoire pour les Arabes et pour tous ceux qui luttent pour la démocratie. Nous appelons chacun à soutenir la notion de Peuple d’État et l’égalité entre tous ». Balad remporta de nouveau trois sièges avec 2,48 % des suffrages.
Une partie de la droite et de l’extrême droite israéliennes réclame l'interdiction du Balad.

## Élus

### 24eKnesset (2021-2022)
Liste des membres du parti représenté à la Knesset sur la Liste unifiée :
- Sami Abu Shehadeh